# Stele von Gövelek
Die Stele von Gövelek ist eine rechteckige Stele mit halbrundem Abschluss. Sie wurde 2002 am Gövelek Gölü gefunden. Sie stammt von dem urartäischen König Rusa Erimenaḫi.

## Inhalt
Die Stele erwähnt den Bau eines Stausees, der das "Land vor dem Berg Qilbani" (vielleicht der Zimzim Dağ) bewässerte. Es kann sich dabei um den Göveleksee, den Keşiş Gölü oder die Stauseen von Köşebaşı, Kurubaşı und Sihke handeln.

## Bedeutung
Die Stele ist von entscheidender Bedeutung für die Interpretation der späteren Geschichte des urartäischen Reiches, da sie belegt, dass der nach der Herrschaft von Rusa II. angenommene Niedergang nicht so einschneidend war, wie bisher behauptet. Altan Çilingiroğlu argumentiert auf Grund der Inschrift für eine frühere Datierung von Rusa Eremenaḫi, aber auch die ohne überzeugende archäologische Belege akzeptierte Behauptung eines Skytheneinfalles wäre zu überdenken.